# 珊瑚朴
珊瑚朴（学名：Celtis julianae）为榆科朴属的植物，是中国的特有植物。分布在中国大陆的陕西、四川、浙江、江西、湖北、广东、河南、贵州、安徽、福建、湖南等地，生长于海拔300米至1,300米的地区，多生于山谷林中、山坡以及林缘，目前尚未由人工引种栽培。